# Энергетическая хартия
Энергетическая хартия 1991 года (Европейская энергетическая хартия) — политическая декларация, намеренная поощрять энергетическое сотрудничество между Востоком и Западом. Является выражением принципов международного сотрудничества в энергетике на основе общей заинтересованности в надёжном энергоснабжении и устойчивом экономическом развитии.
В соответствии с Хартией все разногласия должны разрешаться путем международного арбитража.
Россия подписала Хартию в 1994 году, но не ратифицировала её. Подписавшие Хартию согласились выполнять ее положения до ратификации на временной основе «в тех пределах, в которых такое временное соблюдение не будет противоречить их конституциям, законам или правилам». 25 июня 2022 года её из хартии исключили по просьбе Украины.

## Предпосылки и сущность
На рубеже 1990-х годов наиболее эффективными энергетическими ресурсами в Европе стали природный газ и атомная энергия, так как возможности строительства гидроэлектростанций были исчерпаны. После распада Совета экономической взаимопомощи социалистических стран и начала движения этих стран к капиталистической экономике встал вопрос о том, чтобы Европа бесперебойно получала энергетические ресурсы России, и трансграничная торговля газом не останавливалась. Подготовка Энергетической хартии была направлена на управление энергетическими ресурсами экономическими методами, о чём откровенно заявил на заседании ЕС в Дублине в июне 1990 года инициатор хартии, премьер-министр Голландии Рууд Любберс: «Страны-члены ЕС будут инвестировать в экономику государств Восточной Европы, которые взамен на вклады будут обеспечивать Запад энергией и энергоносителями. Восточная Европа как никогда нуждается в инвестициях, в то же время страны ЕС стремятся к независимости от других энергопоставщиков — таких, как страны ОПЕК — и к диверсификации поставок энергоносителей».
В декабре 1991 года в Гааге представителями 51 государства, в числе которых, помимо ЕС, были страны СНГ, США, Канада, Турция, Австралия и Япония, была подписана Европейская Энергетическая хартия. Она была декларативной и не обязывала государства-участников менять своё законодательство, однако сразу после этого ЕС приступил к разработке уже обязывающего документа — договора.

## Договорные обязательства
В 1994 году для контроля за исполнением составленного европейской бюрократией Договора к Энергетической хартии были основаны Секретариат со штаб-квартирой в Брюсселе и высший орган — Конференция, собирающаяся дважды в год.
Договор к Энергетической хартии (ДЭХ) был подписан в декабре 1994 года в Лиссабоне и вступил в силу в апреле 1998 года, являясь юридически обязательным многосторонним соглашением. Это единственное в своём роде соглашение, касающееся межправительственного сотрудничества в энергетическом секторе, охватывающее всю энергетическую производственно-сбытовую цепочку (от разведки до конечного использования) и все энергетические продукты и связанное с энергетикой оборудование.
Основные разделы договора охватывали следующие сектора:
1. Защита и поощрение инвестиций в энергетику на основе распространения национального режима или режима наибольшего благоприятствования.
2. Недискриминационные условия торговли энергетическими материалами, продуктами и связанными с энергетикой оборудованием на основе правил ВТО (ГАТТ, ТРИМС и др.)
3. Свобода транзита энергии по трубопроводам, электросетям и с использованием иных средств транспортировки.
4. Содействие повышению энергоэффективности и стремление свести к минимуму воздействие производства и использования энергии на окружающую среду.
5. Механизм разрешения споров между государствами, а также между государствами и инвесторами.

При подписании Договора декларировалось, что он должен укрепить правовые нормы в вопросах энергетики путём создания единого поля правил, которые должны соблюдать все участвующие правительства, таким образом, сводя к минимуму риски, связанные с инвестициями и торговлей в области энергетики.
Договор включает обязательство государств-членов облегчать транзит энергетических материалов и продуктов через свою территорию в соответствии с принципом свободы транзита, а также обязательство обеспечивать уже сложившиеся потоки транзита.
Интересно, что в соответствии с ДЭХ иностранные инвесторы должны были получить равные права на поиск месторождений энергоресурсов и их разработку, а также свободный доступ к магистральным трубопроводам на территории государств-экспортеров. Однако, аналогичного права доступа к энергетическим сетям на своей территории ЕС государствам-экспортёрам не предоставил.
Диктат стран-импортёров ЕС в ДЭХ был настолько явным, что Канада и США не стали его подписывать, а ряд стран (Россия, Белоруссия, Исландия, Норвегия и Австралия) подписали, но не стали ратифицировать.
После того, как ДЭХ был открыт к подписанию в декабре 1994 года, его подписали 54 стороны (52 государства, а также Европейское сообщество и Евратом как отдельные стороны). 37 стран и 15 международных организаций имеют статус наблюдателя.
Также в декабре 1994 года был подписан Протокол по вопросам энергетической эффективности и соответствующим экологическим аспектам (ПЭЭСЭА).

## Вопрос ратификации договора Россией
Россия подписала Хартию и договор с оговоркой, что будет исполнять его в той мере, в какой это не противоречит Конституции РФ и иным национальным законам.
В августе 1996 года договор был внесен в Государственную Думу России на ратификацию. Однако в июне 1997 года участники парламентских слушаний в Думе рекомендовали отложить ратификацию, указывая, что «Хартия не решает вопросы транзита нефти и газа через Босфор и Дарданеллы и Датские проливы, не охватывает вопросы ядерного сотрудничества, предписывает нам торговать на аукционах свободными трубопроводными мощностями».
В 1998 году лагерь сторонников ратификации договора в Госдуме возглавил президент РАО ЕЭС России Анатолий Чубайс. Глава компании Газпром Рэм Вяхирев считал, что двусторонние отношения в энергетике эффективнее многосторонних договоров: Газпром еще в 1993 году создал совместно с Wintershall СП Wingas  в юрисдикции Германии, таким образом впервые получив в оперативное управление газораспределительные сети в десятке стран Европы, включая Великобританию. Одновременно при долевом участии итальянской Eni началась проработка и реализация первого российского экспортного газопровода «Голубой поток» в обход территории Украины.
В январе 2001 года участники парламентских слушаний в Госдуме рекомендовали дополнительно проработать вопросы, связанные с договором, а также завершить переговоры по Протоколу по транзиту. В течение 2001 года в Госдуме РФ шли дебаты по вопросу ратификации договора. По информации СМИ, Минэнерго, Транснефть, нефтяные компании, РАО ЕЭС выступали за ратификацию; Газпром был категорически против.
По большей части текста Протокола согласие было достигнуто к концу 2002 года. Однако ЕС так и не согласился пойти навстречу России в вопросе условий транзита российского газа через Восточную Европу. В июне 2003 года министр энергетики РФ Виктор Христенко заявил, что после подписания Протокола Россия ратифицирует договор. Делегации России и ЕС достигли «рабочего компромисса», и текст Протокола был подготовлен для одобрения Конференцией по Энергетической хартии на её заседании 10 декабря 2003 года.
Очередной раунд переговоров на Конференции по Энергетической хартии в июне 2004 г. был безуспешным. После того, как в 2000 году президентом России стал Владимир Путин, страна начала восстанавливать свои позиции в топливно-энергетическом комплексе. К Газпрому как оппоненту договора присоединилась государственная нефтяная компания «Роснефть».
В 2006 году случился кризис с транзитом российского газа через Украину.
2 апреля 2008 года Дума утвердила Федеральный Закон 57 «О порядке осуществления иностранных инвестиций в хозяйственные общества, имеющие стратегическое значение для обеспечения обороны страны и безопасности государства», установивший меры ограничительного характера для иностранных инвесторов при попытках получить контроль над такими предприятиями. В список вошли все компании РФ, работающие на ВПК, в атомном проекте и в обеспечении радиационной безопасности, в средствах связи, а также «хозяйствующие субъекты из реестра субъектов естественных монополий». В этом реестре значатся добыча и транспортировка природного газа, нефти и нефтепродуктов по трубопроводам, услуги по передаче электрической и тепловой энергии, услуги в портах и терминалах, вплоть до ледокольной проводки судов по Северному морскому пути. Существует мнение, что таким образом Россия дала понять, что либерализации «рынка» в энергетике на её территории не будет и никакие иностранные инвесторы не смогут получить контроль над природными богатствами и энергетическими отраслями России. Они вправе купить до 25 % акций таких компаний при условии, что предоставят список конечных бенефициаров покупателя.
Тем временем в 2009 году произошел очередной кризис на украинском маршруте транзита российского газа в Европу, в котором Энергетическая хартия и договор к ней проявились как полностью недееспособные и бессмысленные, несмотря на то, что и Россия и Украина эти документы подписывали. Более того: договоренности ЕС с Украиной о модернизации ее газотранспортных систем и фактически полном сломе установившихся схем продажи и поставок газа сделали Энергетическую хартию вредной для России.
Летом 2009 года министр энергетики России Сергей Шматко направил премьер-министру Владимиру Путину письмо с изложением всех попыток России использовать ДЭХ, в котором в графе «результаты» не значилось ничего: благие пожелания, изложенные в Хартии, оказались пустышкой. На основании этого письма правительство сделало заключительный вывод о (не)целесообразности ДЭХ.
30 июля 2009 года был подписан Указ, опубликованный 6 августа 2009 года, о том, что Россия окончательно отказалась ратифицировать Договор об Энергетической хартии.
В ответ ЕС дополнил договор специальным пакетом по либерализации рынка, ограничив возможность добывающих компаний владеть распределительными газовыми сетями. Если Хартия и договор изначально декларировали недопустимость дискриминации, то в новом пакете оговаривалось право любого члена блока заблокировать участие любой иностранной компании в местном рынке газа при возникновении угрозы «энергетической безопасности членов ЕС». Существует мнение, что это дополнение было направлено прежде всего против интересов «Газпрома» и его дочерних компаний.

## Разрешение споров
С целью защиты инвестиций договор к Энергетической хартии содержит детально прописанные процедуры разрешения международных споров. Договором предусмотрены 2 основные формы разрешения споров: между государствами, между государством и инвестором.
Споры между государством и инвестором разрешаются по возможности дружественным образом. Если спор нельзя разрешить таким образом в течение 3 месяцев с даты, когда одна из сторон обратилась к другой с просьбой о дружественном разрешении, то инвестор вправе по своему выбору передать спор для разрешения:
- в суды или административные трибуналы государства;
- в МЦУИС;
- единоличному арбитру;
- в арбитражный суд ad hoc.

Обычно рассматривается международной палатой Стокгольма на основе регламента ЮНСИТРАЛ. Решение является обязательным для всех, основывается на нормах Нью-Йоркской конвенции. Исполняется в добровольном порядке.
Спор между государствами разрешаются по дипломатическим каналам. В случае, если спор не был разрешен в разумный срок (стороны сами решают разумность), любая сторона вправе передать спор на разрешение арбитражного суда ad hoc.
Арбитражный суд ad hoc обычно состоит из 3 арбитров: по одному от каждой стороны и один соглашением сторон. Если за 180 дней с момента уведомления другой стороны о разрешении спора в порядке ad hoc стороны не смогли назначить подходящие кандидатуры, арбитры могут назначаться генеральным секретарём постоянной палаты третейского суда. При разрешении споров применяется арбитражный регламент ЮНСИТРАЛ, если стороны не решили использовать другой регламент. Арбитраж разрешает спор в соответствии с договором к Энергетической хартии и применимыми нормами и принципами международного права. Решение арбитража является окончательным и обязательным для сторон спора.

## Альтернатива Хартии и Договора
21 октября 2008 года глава Газпрома Алексей Миллер и министры нефти и энергетики Ирана и Катара на встрече в Тегеране заявили о создании т.н. «газовой тройки».
23 декабря 2008 года в Москве был создан Форум стран-экспортеров газа (ФСЭГ), в который вошли 12 постоянных членов: Алжир, Боливия, Венесуэла, Египет, Иран, Катар, Ливия, Нигерия, ОАЭ, Россия, Тринидад и Тобаго, Экваториальная Гвинея. К ним примкнули в качестве наблюдателей Азербайджан, Голландия, Ирак, Норвегия, Оман, Перу и Казахстан.
Формирование «газового ОПЕК» вызвало неоднозначную реакцию США и ЕС. Европа попыталась отказаться от поставок российского газа, запросив дополнительные объемы у Алжира и Норвегии, однако потерпела неудачу. Поэтому многие европейские компании стали работать с Россией напрямую, участвуя в инвестиционных проектах «Ямал-СПГ» (французская Total), «Северный поток-2» (группа немецких и австрийских компаний).

## Дело ЮКОСа
На основании Договора об энергетической Хартии Постоянная палата третейского суда в Гааге приняла к рассмотрению вопрос о выплате Россией компенсации по делу ЮКОСа. Иск был принят к рассмотрению на основании ст. 26 ДЭХ, предусматривающей возможность подачи прямого иска иностранным инвестором против принимающей страны в международный арбитраж (один из трех по его выбору — ИКСИД, ЮНСИТРАЛ, Арбитражный институт Торговой палаты г. Стокгольма) без согласования со страной-ответчиком и/или без предварительного рассмотрения иска в судах национальной юрисдикции принимающей страны. Вопрос значимости положений ДЭХ в деле ЮКОСа в отсутствии ратификации ДЭХ Россией связан со ст. 45 «Временное применение».
В феврале 2020 года Апелляционный суд Гааги  обязал Россию выплатить 50 млрд долларов по иску бывших акционеров ЮКОСа. Это даёт возможность акционерам ЮКОСа начать действия по аресту имущества России на территории других стран. Минюст России выразил намерение обжаловать это решение в Верховном суде Нидерландов.

### Комментарии
1. ↑  Эта оговорка содержится в Хартии и относится ко всем государствам-подписантам

### Сноски
1. ↑  The $50bn Yukos judgment against Russia turns on a single word. Дата обращения: 22 февраля 2020. Архивировано 22 февраля 2020 года.
2. ↑  Украина добилась исключения РФ и Белоруссии из Энергетической Хартии
3. 1 2 3 4 5 6 7 8 9 10  Марцинкевич, Борис. Энергетическая война: XXI век ⋆ Geoenergetics.ru. Геоэнергетика (10 августа 2018). Дата обращения: 15 декабря 2019. Архивировано 15 декабря 2019 года.
4. ↑  Members & Observers - Energy Charter (англ.). www.energycharter.org. Дата обращения: 24 ноября 2017. Архивировано 23 ноября 2017 года.
5. 1 2  Федяшин, Андрей. Никаких хартий. Только трубы! Одна, две, три... РИА "Новости". РИА Новости (11 августа 2009). Дата обращения: 16 декабря 2019. Архивировано 16 декабря 2019 года.
6. ↑  Россия отказалась присоединяться к международному договору об Энергохартии Архивная копия от 21 июня 2015 на Wayback Machine // Интерфакс, 06 августа 2009
7. ↑  Энергохартия лишилась одной стороны Архивная копия от 21 июня 2015 на Wayback Machine // «Российская газета» — Федеральный выпуск № 4970 (146)
8. ↑  Конвенция ООН о признании и приведении в исполнение иностранных арбитражных решений (Нью-Йорк, 10 июня 1958 г.) (рус.). Дата обращения: 26 мая 2021. Архивировано 3 декабря 2021 года.
9. ↑  Ольга Плешанова, Алена Миклашевская, Инвестиции в ЮКОС выросли до $100 млрд. Арбитражный суд в Гааге принял к рассмотрению иск к России Архивная копия от 21 июня 2015 на Wayback Machine // Газета «Коммерсантъ» № 225 от 02.12.2009, стр. 1
10. ↑  Конопляник А. А. Россия и Энергетическая Хартия. Учебное пособие. — М.: РГУ нефти и газа им. И. М. Губкина, 2010. — С. 61. — 80 с. Архивировано 4 марта 2016 года.
11. 1 2  Апелляционный суд обязал Россию выплатить $50 млрд по иску ЮКОСа Архивная копия от 6 августа 2020 на Wayback Machine, BBC, 18.02.2020
12. ↑  Россия снова должна ЮКОСу 50 миллиардов долларов. Что дальше? Архивная копия от 23 декабря 2020 на Wayback Machine, BBC, 19.02.2020